# Casaletto di Sopra
Casaletto di Sopra ist eine norditalienische Gemeinde (comune) mit 511 Einwohnern (Stand 31. Dezember 2023) in der Provinz Cremona in der Lombardei. Die Gemeinde liegt etwa 36,5 Kilometer nordnordwestlich von Cremona und grenzt unmittelbar an die Provinz Bergamo.